# Agnes Pelton
Agnes Pelton (ur. 22 sierpnia 1881 w Stuttgarcie, zm. 13 marca 1961 w Cathedral City) – amerykański malarka abstrakcyjna, znana z własnego stylu, wypracowanego pod wpływem koncepcji Arthura Wesleya Dowa oraz w późniejszym okresie twórczości – teozofii.

## Życiorys i twórczość

### Młodość i edukacja
Agnes Pelton urodziła się w 1881 roku w Stuttgarcie jako córka amerykańskich rodziców: Williama Halseya Peltona, syna zamożnego plantatora z Luizjany i Florence Tilton, studentki konserwatorium w Stuttgarcie. W 1890 roku ojciec, który cierpiał na depresję, zmarł w wyniku przedawkowania morfiny. Po jego śmierci powróciła z matką do Brooklynu, gdzie Florence Pelton uczyła gry na fortepianie, a także języków francuskiego i niemieckiego. Mała Agnes ze względu na zły stan zdrowia wychowywała się w domu. Uczyła się gry na fortepianie pod kierunkiem matki oraz Arthura Whitinga. Gdy miała 14 lat rozpoczęła zajęcia plastyczne w Pratt Institute, otrzymując świadectwo ukończenia szkoły pięć lat później. Kontynuowała prywatnie studia artystyczne pod kierunkiem dwóch swoich wykładowców z Pratt Institute, Arthura Wesleya Dowa i Hamiltona Easter Fielda. W 1900 roku studiowała malarstwo pejzażowe pod kierunkiem Dowa, pomagając mu w szkole letniej w Ipswich, w stanie Massachusetts. Wpływ tego artysty i jego idei malarskich miał zasadnicze znaczenie dla rozwoju Pelton w zakresie sztuki abstrakcyjnej, opartej na wewnętrznych wartościach duchowych.

### Malarstwo imaginacyjne
W 1910 roku Pelton wyjechała na rok do Włoch, gdzie mieszkał Field. Pod jego kierunkiem studiowała włoskie malarstwo i rysowanie scen z życia codziennego w British Academy w Rzymie. W 1911 roku zaczęła malować, jak je określała, „obrazy imaginacyjne” (Imaginative Paintings), które były oparte na plenerowych eksploracjach efektów naturalnego światła. Malowanie tych obrazów kontynuowała do roku 1917. W 1912 roku wystawiła swoje aktualne prace w studio Fielda w Ogunquit, w stanie Maine, gdzie dostrzegł je Walt Kuhn, organizator wystawy Armory Show w 1913 roku. Zaprosił ją do zaprezentowania dwóch jej „obrazów imaginacyjnych”, Vine Wood (Bluszczowy las) i Stone Age (Epoka kamienna) na tej wystawie.

### Okres realizmu
Zimą 1919 roku, podczas wizyty w Taos, w stanie Nowy Meksyk, jako gość Mabel Dodge Sterne (później Luhan), Pelton zajęła się malowaniem realistycznych portretów i pejzaży olejnych, jak również pasteli rdzennych Amerykanów i pustynnych krajobrazów. Zostały one zaprezentowane na jej indywidualnej wystawie w School of American Research w Santa Fe. Do tych tematów często powracała w całej karierze.

### Malarstwo abstrakcyjne i zainteresowania teozofią
Życie i sztuka Pelton zmieniły się radykalnie po śmierci matki w 1921 roku. Porzuciła życie na Manhattanie i przeniosła się do zabytkowego wiatraka koło osady Southampton na Long Island. Jej celem stało poszukiwanie spokoju i samotności. Pod wpływem duchowej atmosfery nowego domu, określanego przez nią jako mistyczny i nowego środowiska, artystka zwróciła się ku swemu wnętrzu i w 1926 roku zaczęła malować abstrakcyjne obrazy na podstawie zjawisk naturalnych. W tym czasie zaczęła również spisywać swoje osobiste przemyślenia na temat spraw duchowych. W latach 1921–1932 odwiedziła szereg miejsc by ostatecznie osiąść w Cathedral City w Kalifornii.
W marcu 1930 roku zaprzyjaźniła się z Danem Rudhyarem, która to przyjaźń trwała przez lata 50. Również w 1930 roku zaczęła intensywnie interesować się Agni Yogą, ezoteryczną odmianą teozofii. Jej wystawa 21 abstrakcyjnych obrazów w Argent Galleries w Nowym Jorku (1931) oraz wystawa zbiorowa Santa Fe Fiesta wspólnie z Raymondem Jonsonem i Cadym Wellsem w Muzeum w Nowym Meksyku w 1933 roku zostały entuzjastycznie ocenione przez Rudhyara.
W latach 1911–1936 Pelton miała 14 wystaw indywidualnych, uczestniczyła też w 20 wystawach zbiorowych w Stanach Zjednoczonych i za granicą. Jednocześnie żywo interesowała się współczesną filozofią i literaturą ezoteryczną. Czytała oryginalne publikacje Helena Bławatskiej, dotyczące teozofii oraz Agni Jogę Nikołaja Roericha (1929), w której akcentowana była symbolika ognia. Mogła ona wywrzeć wpływ na Pelton, która namalowała co najmniej 7 obrazów z motywem ognia: Frost and Fire (Szron i ogień), Fires of Spring (Ognie wiosny), Firesounds (Ogniste dźwięki), Mount of Flame (Ognista góra), Chalice of Fire (Ognisty kielich), White Fire (Biały ogień) i Fires in Space (Ognie w przestrzeni).

### Transcendental Painting Group
W 1938 roku uczestniczyła w założeniu Transcendental Painting Group, stowarzyszenia artystów Nowego Meksyku, oddanych duchowej abstrakcji. Przywódca ugrupowania, Raymond Jonson, zaproponował Pelton objęcie funkcji pierwszego przewodniczącego grupy, choć jako jedyna spośród jej członków, nie mieszkała w Nowym Meksyku. Poza tym była 10 lat starsza od Johnsona, a 20 do 30 lat od innych członków. Stała się jednak dla nich wzorem do naśladowania. W szczególności podziwiali jej zdolność do forsowania własnej, niezależnej wizji artystycznej, odległej od jakichkolwiek większych trendów artystycznych. Transcendental Painting Group zostało rozwiązane w 1945 roku.

### Uznanie
Chociaż sztuka Pelton za jej życia zdobyła pewne uznanie, pozostawała ona stosunkowo nieznana na szczeblu ogólnokrajowym. Nie miała rodziny, nie miała też w sobie ani energii, ani charyzmy, by wypromować siebie. Zmarła w 1961 roku przed ukończeniem 80. roku życia. Jej ciało zostało skremowane, co było nawiązaniem do symboliki ognia, pod której wpływem się znajdowała.
Przełom spowodowała dopiero retrospektywna wystawa jej prac z lat 1995–1996, zatytułowana Agnes Pelton, Poet of Nature (Agnes Pelton, poetka natury), który był kuratorem Michael Zakian.
W dniach 3 maja – 13 września 2009 roku Karen Moss, zastępczyni dyrektora ds. wystaw i programów Orange County Museum of Art w Newport Beach zorganizowała wystawę llumination: The Paintings of Georgia O’Keeffe, Agnes Pelton, Agnes Martin, and Florence Miller Pierce, poświęconą 4 amerykańskim modernistkom: Georgii O’Keeffe, Agnes Pelton, Agnes Martin i Florence Miller Pierce. Wszystkie cztery artystki nawiązywały do natury, jako głównego motywu swej twórczości, inspirując się jałowymi, pustynnymi przestrzeniami: O’Keeffe, Pierce i Martin mieszkały przez większość swego życia w Nowym Meksyku, tylko Pelton w Kalifornii, w Cathedral City.
W styczniu 2013 roku powołano do życia Agnes Pelton Society, stowarzyszenie, które stawia sobie za cel promowanie informacji o życiu, sztuce i dziedzictwie Agnes Pelton, a ponadto gromadzenie informacji o wystawach jej prac i publikacjach z nią związanych, a w przyszłości – zorganizowanie muzeum jej imienia w Cathedral City.